# 福岡猫虐待事件
座標: 北緯33度37分39秒 東経130度25分51秒 / 北緯33.62750度 東経130.43083度
福岡猫虐待事件（ふくおかねこぎゃくたいじけん）とは、2002年（平成14年）にある人物が虐待した猫の写真をインターネット上で公開した事件。
インターネット上では、この人物のハンドルネームからディルレヴァンガー事件、ディルレ事件、ディル事件などと呼ばれることが多い。事件後に猫につけられた名前から、こげんた事件、こげんたちゃん事件とも呼ばれる他、マスメディア上で報道された際にはインターネット猫虐待事件とも呼ばれた。

## 概要
2002年5月6日に電子掲示板2ちゃんねるのペット関連板であるペット大嫌い板（現生き物苦手板）に、ある人物によって、おい！おまえらと題されるスレッドが作成されたことに端を発する。

### 事件
オスカール・ディルレヴァンガー（ナチス・ドイツ武装親衛隊上級大佐）の名から取ったとされるディルレヴァンガーを名乗る犯人は、マンション自室のユニットバス内で野良猫をハサミや針金等を使って尾や耳を切る・首を締めているところをデジタルカメラで撮影、写真をアップローダーで公開し、虐待の実況中継を行った。また犯人は、2ちゃんねる上で最も人が多い板のひとつであるニュース速報板にもスレッドを作り、この行為を自ら2ちゃんねる全体に知らしめた。
犯人は広島県呉市内の高校を経て九州大学工学部を卒業し、光学機器メーカーに勤めていたが、職場でリストラが進み、社内の雰囲気にいたたまれなくなって辞職して蓄えで生活していた時期にこの事件を起こしたという。犯人は公判の中で事件を起こした動機について、餌を与えたが糞をされたので憎悪がわいたとも、ネット上で騒がれたかったとも述べている。

### 反応
犯人による虐待行為に対しインターネット上で非難が殺到し、数日中に複数の2ちゃんねらーによってログ解析や写真の分析がなされ、通報が殺到。これにより犯人は福岡県警により書類送検された。この際、犯人は「猫は逃がした」と供述したが、事件を知った人々により写真が調べられ、問題の猫が生きていたとは思えない等の理由により、犯人への刑事訴追を求める署名運動が起こされた。同時に犯人の個人情報などがインターネット上の様々な場所で公開され、同事件を追及するウェブサイトが乱立した。
犯人への不信感は、警察の尋問に対して「はさみや紐は引越しのために購入した」や「酔っていて、かっとなって」などと答えていたことにも関係する。使用されたはさみが波板と呼ばれる工事材料を切るための専用の工具だったこと、発作的な殺害と言う割には問題のスレッドの書き込み時間が長時間に渡っており、また執拗な虐待の内容を延々と書き込んだりアップロードし続け、さらにペット大嫌い板で以前よりハムスターを虐待する様子を頻繁に文章で書き綴っていたことなどから、2ちゃんねる利用者らからは嘘であると判断された。なおこれらの嘘が、後に「証拠隠滅を働くおそれがある」として福岡県警が逮捕に踏み切る理由となった。
なお、同事件はインターネット上で一斉に広まったためマスメディアも素早く反応し、テレビ・新聞などのニュースで一斉に報じられた。

### 逮捕後と判決
この事件を知った人々より同県警へと逮捕を求める嘆願書が殺到したことにより（最終的に実刑を求める嘆願書と併せ3,000通を超えたという）、福岡県警側は書類送検から急遽対応を改め、獣医師に問題の写真鑑定を依頼したところ猫の死亡が確認されたため、犯人は逮捕され、取り調べを受けた。
取り調べの結果、犯人は猫の殺害を認めたため、動物愛護法違反により懲役6か月・執行猶予3年の判決を受けた。このとき、犯人の個人情報が不特定多数によって公開されたことなどにより、すでに社会的制裁を受けたとして、減刑措置がとられた。

### 他の事件への影響
この判決は、後の動物虐待事件にも影響し、同様の刑量判決が、その後の複数の事件裁判で出されている。

## 生き物苦手板に関して
なお、この「生き物苦手（旧ペット大嫌い）板」であるが、元々はマナーの悪い飼い主に対する批判で、「趣味」のカテゴリー内にあった「ペット」関連の掲示板が、荒らしによってコミュニティが混乱したため、この煽りを分離するために設置された板である。
事件・逮捕直後は累が及ぶのを恐れて動物虐待行為を仄めかしていた掲示板利用者が激減、一頃は動物虐待行為に対する非難一色に染まった。近年では一部の動物虐待行為に嗜好を示す者が舞い戻ってきてはいるものの、実質的な犯罪行為の実行が疑われるケースでは、他の利用者から通報されているともいい、事件当時のように直接的な犯行をほのめかすケースはほとんどなくなっている。
ただし、虐待事件は全く無いと言うわけでもなく、2006年（平成18年）4月に公園で捕まえた猫を踏んで殺害、その写真を投稿した人物が逮捕されたケース（出典：・発達障害があることを理由に懲役6ヶ月執行猶予3年の判決）がある。

## 関連事象
この事件は2ちゃんねるのみならず、他のインターネットコミュニティにも影響を与え、他方では猫愛好家・動物愛護団体などが暗数となっている動物虐待事件の問題で、度々同事件を引用している。
この事件において犠牲となった猫は、後に同事件を最初から最後まで追跡したバラエティ・ニュースサイトの探偵ファイルが手配したペット葬（なお遺体は未発見であるため、犯人がネット上に公開した画像のみが用いられた）の際に、僧侶により戒名としてこげんたと名付けられた。これに複数サイトが追従したことから、この名が共通呼称として知られている。
同事件に際しては、不特定多数の人物が犯人探しに奔走、書類送検直後に犯人とされる人物の写真（高校生の時と大学生の時とされる）がネット上に公開される・自宅住所を公開される・家族（親）の職場（公立中学校）が公開されるという事態に発展、親にまで非難の電話がかかることで、その仕事を妨害する事態も発生した。この追及が後に「社会的制裁をすでに受けた」として未決勾留期間を執行猶予期間から差し引くという減軽にもつながっている。
同事件に際して殺害された猫の追悼サイトから、サイト閲覧者などから寄せられた追悼文等をまとめた書籍が当初、サイト運営者らの自費出版の形で発売され、後の2004年（平成16年）7月には全国的に販売された。同書籍の印税などは、動物虐待を防止する運動に利用されているという。
犯人が受けた判決に前後して、犯人は両親の住む広島県に引き戻された。なお、犯人は探偵ファイルが判決後に行った「ちゃんとネット謝罪してください」という問いかけに対し、「前向きに考えている」とコメントをしたことが伝えられているが、それ以降は実社会・ネットコミュニティ共に沈黙を保っており、近況は不明である。